# Flávio Pardal
Flávio Pardal (São Paulo, 19 de setembro de 1972) é um ator e diretor teatral brasileiro.

## Carreira
Em 1993, aos vinte anos, Flávio começou a estudar teatro no Teatro da Pontifícia Universidade Católica de São Paulo (TUCA). Em 1995 iniciou a carreira ao entrar para a Companhia Prática de Teatro, onde ficou até 2010 realizando uma série de peças teatrais e musicais. Na sequência também emendou diversos trabalhos no cinema, incluindo os filmes Cidade de Deus, Meu Nome não É Johnny, De Pernas pro Ar, Cilada.com, Heleno e O Palhaço, além de participações especiais na televisão em  Mandrake, Pé na Jaca, Força-Tarefa, A Lei e o Crime e Insensato Coração. Em 2014 ganhou destaque ao interpretar o antagonista Bóris, em Geração Brasil, um hacker mau-caráter que fazia de tudo para desmoralizar o protagonista. Em 2015 interpreta o jornalista Paschoal na telenovela Sete Vidas e integra o elenco do seriado Odeio Segundas, na GNT, interpretando Lipe, um solitário que nunca levou jeito com as mulheres e é avido frequentador de sites pornôs. No mesmo ano integra o seriado O Grande Gonzalez.
Em 2016 entra para a segunda temporada da série Chapa Quente, da Rede Globo, no papel do Tenente Costa, policial casado que mantém um caso escondido com o cabeleireiro Fran. Em 2017 entra para o elenco do seriado infantil Valentins, no Gloob. Em 2018 é convidado para interpretar o personagem de maior destaque de sua carreira, André da Galileia na telenovela Jesus, um dos doze apóstolos do personagem principal.

## Filmografia

### Televisão
| Ano       | Título                            | Personagem            | Notas                                                  |
| --------- | --------------------------------- | --------------------- | ------------------------------------------------------ |
| 2005      | Mandrake                          | Raul                  | Episódio: "Dia dos Namorados"                          |
| 2006      | Pé na Jaca                        | Enfermeiro            | Episódio: "22 de novembro"                             |
| 2007      | Sítio do Picapau Amarelo          | Sitiante              | Episódio: "A Nova Reforma da Natureza"                 |
| 2008      | Por Toda Minha Vida               | Júlio Rasec           | Episódio: "Mamonas Assassinas"                         |
| 2008      | Casos e Acasos                    | Gil                   | Episódio: "A Visita, o Vestibular e os Ingressos"      |
| 2009      | Força-Tarefa                      | Mauro                 | Episódio: "Os Justiceiros - Parte 1"                   |
| 2009      | Uma Rua Sem Vergonha              | Maurício              | Episódio: "Detetive Particular"                        |
| 2009      | A Lei e o Crime                   | Amador                | Episódio: "26 de janeiro"                              |
| 2010      | Os Caras de Pau                   | Taxista               | Episódio: "Vivendo e Aprendendo"                       |
| 2010      | Afinal, o Que Querem as Mulheres? | Elias                 |                                                        |
| 2011      | Insensato Coração                 | Miro                  | Episódio: "9 de julho"                                 |
| 2012      | Louco por Elas                    | Empresário            | Episódio: "Mãe de Léo Volta para Provar que Mudou"     |
| 2014      | Milagres de Jesus                 | Taré                  | Episódio: "O Endemoniado de Gerasa"                    |
| 2014      | Questão de Família                | Ronaldo               | Episódio: "Busca"                                      |
| 2014      | Amor Veríssimo                    | Guilherme             | Episódio: "A Inconstância Humana"                      |
| 2014      | Geração Brasil                    | Bóris Roma            |                                                        |
| 2015      | Babilônia                         | Fotógrafo             | Episódio: "28 de junho"                                |
| 2015      | Sete Vidas                        | Paschoal              |                                                        |
| 2015      | Odeio Segundas                    | Felipe Azevedo (Lipe) |                                                        |
| 2015      | O Grande Gonzalez                 | Antônio               |                                                        |
| 2016      | Chapa Quente                      | Tenente Costa         | Temporada 2                                            |
| 2016      | Magnífica 70                      | Jorge                 | Episódio: "O Paladino da Família Brasileira"           |
| 2016      | Haja Coração                      | Padre Cláudio         | Episódio: "7 de novembro"                              |
| 2017      | Pega Pega                         | Kléber                | Episódio: "17 de junho"                                |
| 2017–2018 | Valentins                         | José Pedro (Zé)       |                                                        |
| 2018      | Brasil a Bordo                    | Noivo                 | Episódio: "1 de fevereiro"                             |
| 2018      | Ilha de Ferro                     | Osmar                 | Episódio: "Inferno 1"                                  |
| 2018      | Magnífica 70                      | Agroboy               | Episódio: "Separados" Episódio: 'Vamos Mudar o Brasil" |
| 2018      | Jesus                             | Gestas                |                                                        |
| 2019      | Carcereiros                       | Zé                    | Episódio: "Imagem e Semelhança"                        |
| 2019      | Filhos da Pátria                  | Alceu                 | Episódio: "Mimimi"                                     |
| 2020–25   | Matches                           | Nestor                |                                                        |
| 2021      | Gênesis                           | Hamor                 | Fase: José do Egito                                    |
| 2021      | Galera FC                         | Julio Lobo            | [ 9 ]                                                  |
| 2022      | Detetives do Prédio Azul          | William Shakespeare   | Episódio "A Barda Leocádia"                            |
| 2023      | Dom                               | Valter Veiga          | Episódios: "Animais Híbridos" e "A Caçada"             |
| 2024      | Fuzuê                             | Mafioso               | Episódio: "21 de fevereiro"                            |
| 2024      | Cilada                            | Humberto              | Episódios: "Viagem com Amigos (Dela)" "Redes Sociais"  |
| 2024      | A Rainha da Pérsia                | Hananias              |                                                        |
| 2024      | Pedaço de Mim                     | Juiz                  | Episódio: "Metade de Mim"                              |
| 2025      | Paulo, O Apóstolo                 | Ananias de Damasco    |                                                        |

### Cinema
| Ano  | Título                                         | Personagem          | Notas          |
| ---- | ---------------------------------------------- | ------------------- | -------------- |
| 2002 | Cidade de Deus                                 | Zero Um             |                |
| 2004 | O Outro Lado da Rua                            | Walter              |                |
| 2005 | Quase Dois Irmãos                              | Diogo               |                |
| 2008 | Meu Nome não É Johnny                          | Boneco              |                |
| 2010 | De Pernas pro Ar                               | Jorge               |                |
| 2011 | Billi Pig                                      | Barman              |                |
| 2011 | Cilada.com                                     | Ângelo              |                |
| 2011 | O Palhaço                                      | Augusto             |                |
| 2012 | Heleno                                         | Jornaleiro          |                |
| 2015 | À Festa. À Guerra.                             | Daniel              | Curta-metragem |
| 2015 | Ninguém Ama Ninguém... Por Mais de Dois Anos   | Moacir              |                |
| 2015 | Até que a Sorte nos Separe 3: A Falência Final | Raul                |                |
| 2016 | Tô Ryca                                        | Dinei               |                |
| 2016 | Porta dos Fundos: Contrato Vitalício           | Motorista           |                |
| 2017 | Querido Embaixador                             | Claude Levi-Strauss |                |
| 2018 | 98%                                            | Pedro               |                |
| 2019 | Deslembro                                      | Militante           |                |
| 2019 | Minha Mãe é uma Peça 3                         | Feirante Jair       |                |
| 2021 | Pixinguinha, Um Homem Carinhoso                | Alfredinho          |                |
| 2022 | Esposa de Aluguel                              | Samir               |                |
| 2023 | Mussum, o Filmis                               | Galhardo            |                |

### Internet
| Ano     | Título           | Personagem         | Notas |
| ------- | ---------------- | ------------------ | --- |
| 2015–16 | Porta dos Fundos | Vários personagens | Episódio: "Amigo Secreto" Episódio: "Balada" Episódio: "Convite" Episódio: "Moto" Episódio: "Fora de Época" |

## Teatro

### Como ator
| Ano     | Título                                | Personagem           |
| ------- | ------------------------------------- | -------------------- |
| 2000    | Papagaio: Terra a Vista               | Pedro Álvares Cabral |
| 2000–01 | Esplêndidos                           | Riton                |
| 2002    | As Aventuras de Tom Sawyer            | Tom Sawyer           |
| 2003    | Brutal                                | Wagner               |
| 2004    | Chuva Ácida                           | Luís                 |
| 2005–06 | Jogos na Hora da Sesta                | Pedro                |
| 2006    | O Beijo no Asfalto                    | Marcos               |
| 2007    | Casa de Bonecas                       | Fagundes             |
| 2008–09 | A Farsa da Boa Preguiça               | Quebra-Pedra         |
| 2010    | O Barbeiro de Ervilha                 | Conde Vivalma        |
| 2011–12 | Cozinha e Dependências                | Georges              |
| 2012    | Silêncio / Inferno                    | Gosh                 |
| 2013–14 | Kalocaína                             | Leó Kal              |
| 2014    | Philippine, Uma Peça Para Pina Bausch | Felipe               |
| 2016    | Casa de Bonecas                       | Dr. Rank             |
| 2018    | Um Dia como os Outros                 | Ned                  |

### Como diretor
| Ano     | Título                                |
| ------- | ------------------------------------- |
| 2000–01 | Esplêndidos                           |
| 2007    | Hedda Gabler                          |
| 2011    | Todos os Cachorros são Azuis          |
| 2012    | Domésticas                            |
| 2014    | Philippine, Uma Peça Para Pina Bausch |
| 2014    | Vertigem Digital                      |
| 2017    | Romeu e Julieta                       |